# Richard Kroner
Richard Kroner (* 8. März 1884 in Breslau; † 2. November 1974 in Mammern, Schweiz) war ein deutscher Philosoph und Theologe. Kroner stand der Südwestdeutschen Schule des Neukantianismus nahe, lieferte aber auch – vor allem mit seinem Werk Von Kant bis Hegel – wichtige Beiträge zum Neuhegelianismus.

## Leben
Der Vater, Traugott Kroner (1854–1899), Sohn eines Rabbiners aus Glatz, war Mediziner und Privatdozent in Breslau, die Mutter Margarete Kroner, geb. Heymann, stammte aus einer wohlhabenden Industriellenfamilie. Kroner hatte einen jüngeren Bruder Kurt Kroner. Richard Kroner besuchte ab 1895 das Breslauer Maria-Magdalenen-Gymnasium, das er 1902 mit dem Abitur verließ. Bereits während der Schulzeit hatte er sich taufen lassen. Alice Kauffmann, seine spätere Frau, stammte ebenfalls aus einer Breslauer Industriellenfamilie und war die Cousine von Max Born. Beide lernte er während Tanzstunden im Hause der Mutter von Alice kennen.
Er studierte Philosophie und Literaturwissenschaft in Breslau bei Jakob Freudenthal, Matthias Baumgartner (1865–1933) und Psychologie bei Hermann Ebbinghaus. Im Wintersemester 1902/02 hörte er in Berlin bei Wilhelm Dilthey und Georg Simmel, sodann im Sommer 1903 in Heidelberg bei Kuno Fischer und Wilhelm Windelband. Hier lernte er Paul Hensel, Emil Lask, Julius Ebbinghaus, Fedor Stepun und Heinz Heimsoeth kennen. Heimsoeth berichtet über die Zeit:
„Im Seminar über die Kritik der reinen Vernunft glänzte als ein Vorbild der um vier Semester ältere Richard Kroner, welcher später zu einem führenden Kopf in der vom Altmeister noch akzeptierten Erneuerung des Hegelianismus werden sollte. Prägende Kraft ging auch im Systematischen von dem eben erst habilitierten Emil Lask aus, in dessen engerem Kreise Fichtes Kritik seines Zeitalters durchdiskutiert wurde.“
Kroner ging zweimal in der Studienzeit nach Breslau zurück, wo er von Oktober 1905 bis Oktober 1906 Wehrdienst bei einem Artillerie-Regiment leistete. Im Anschluss setzte er seine Studien auf Rat von Windelband wegen seines erkenntnistheoretischen Interesses in Freiburg fort. Dort promovierte 1908 er bei Heinrich Rickert mit der Arbeit Über logische und ästhetische Allgemeinheit. In der Selbstanzeige über die Arbeit in den Kant-Studien heißt es:
„Die Arbeit steht auf kritischem Boden. Ihr Hauptzweck besteht in einer Nachprüfung des von Kant in seiner Kritik der Urteilskraft dargestellten Verhältnisses der Allgemeingültigkeit des ästhetischen Urteils und der transzendental-logischen Allgemeingültigkeit.“
Zugleich war die Arbeit eine der ersten Auseinandersetzungen mit Husserls Phänomenologie. Am 12. Mai 1908 heiratete er seine Jugendfreundin Alice in Breslau. Sie bekamen bereits 1909 ihre einzige Tochter Gerda, die später nach wechselvollen Stationen Dozentin für Linguistik in Ann Arbor werden sollte. Im Jahre 1910 war Kroner Mitbegründer der Zeitschrift Logos, deren Herausgabe im Freundeskreis mit Stepun, Georg Mehlis, Sergius Hessen (1887–1950) und Nikolai von Bubnoff (1880–1962) unter anderem im Hause Rickerts diskutiert und beschlossen wurde. Herausgeber des ersten Bandes war Mehlis. Kroner wurde ab dem dritten Band Mitherausgeber und nach dem Krieg Alleinherausgeber. Das Konzept der Zeitschrift war international und interdisziplinär. Man wollte nicht nur theoretische Positionen erarbeiten, sondern auf die aktuellen Fragen der Kultur auch unmittelbar Einfluss nehmen.
Im ersten Band des Logos veröffentlichte Kroner einen Aufsatz, in dem erstmals in deutscher Sprache die Philosophie Bergsons dargestellt wurde. Nachdem Bergson sich positiv über diese Arbeit geäußert hatte, wurde diese Ausgangspunkt der 1912 vorgelegten Habilitation Kroners mit dem Thema Zweck und Gesetz in der Biologie. Kroner wurde zum 1. März 1912 Privatdozent für Philosophie in Freiburg. Nach der vierjährigen Teilnahme am Ersten Weltkrieg, aus dem Kroner als Hauptmann und ausgezeichnet mit dem Eisernen Kreuz zweiter und erster Klasse zurückkehrte, setzte er seine Studien bei Rickert und anschließend bei Husserl fort. Am 14. März 1919 wurde er zum nichtbeamteten ao. Professor ernannt. Im Jahr 1920 erhielt er einen dreijährigen besoldeten Lehrauftrag über die Philosophie des Deutschen Idealismus, der ihm erstmals ermöglichte, seinen Lebensunterhalt und den seiner Familie eigenständig zu bestreiten. Hieraus entstand das zweibändige Werk „Von Kant bis Hegel“, mit dem er auch international Beachtung und Anerkennung fand.
Im Jahr 1922 scheiterte eine Berufung auf ein Extraordinariat in Marburg, bei der Martin Heidegger den Vorzug erhielt. Im Jahr 1924 kam es dann mit Unterstützung von Viktor Klemperer zu der Berufung auf den Lehrstuhl für „theoretische Pädagogik und Philosophie“ an der Technischen Hochschule Dresden, wo er sich im Wettbewerb zu Paul Luchtenberg durchsetzte. In Dresden stieß Kroner auf Alfred Baeumler, mit dem er zunächst freundschaftlich zusammenarbeitete, aber zu ihm auf Distanz ging, als Bäumler ab 1926 sich vehement gegen den Idealismus und die Wertphilosophie wandte. Ab 1925 kam Paul Tillich nach Dresden, mit dem Kroner sich befreundete. Ebenfalls 1925 gelang es, für seinen Freund Fedor Stepun eine Stelle als ao. Professor für Soziologie durchzusetzen. Über die Arbeit an der Universität hinaus sorgten Kroner und seine Frau für vielfältige Geselligkeit in ihrer großen Villa an der Elbe: „Ein großer Teil des geistigen und künstlerischen Dresden traf sich dort zu Vorträgen, Teestunden, Diskussionen, Theaterspiel, aber auch zu Sommerfesten unter Lampions.“
Im Jahr 1928 nahm Kroner einen Ruf an die Universität Kiel als Nachfolger von Heinrich Scholz auf einen reinen Lehrstuhl für Philosophie an. Hier konnte er ab dem Sommersemester 1929 sich verstärkt auf sein besonderes Thema, den Deutschen Idealismus, konzentrieren. Auf dem 1. Internationalen Hegelkongreß in Den Haag wurde er als führender deutscher Hegelianer zum 1. Vorsitzenden des neu gegründeten Internationalen Hegelbundes gewählt. Den Vorsitz hatte er bis 1934 inne.
Neben seinem Engagement für Hegel veröffentlichte Kroner 1931 die Schrift: „Kulturphilosophische Grundlegung der Politik“. Hierin kritisiert er die Idee des sowohl vom Faschismus als auch vom Bolschewismus angestrebten „absoluten Staats“. Die hierin zum Ausdruck kommende, zwar konservative, aber demokratische politische Einstellung kann eine der Ursachen gewesen sein, dass es nach der „Machtergreifung“ durch die Nationalsozialisten zu erheblichen Störungen seiner Vorlesungen kam, obwohl er als Teilnehmer des Ersten Weltkriegs nach dem „Frontkämpferprivileg“ offiziell noch nicht nach dem Gesetz zur Wiederherstellung des Berufsbeamtentums tangiert war. Hierauf kam es 1934 zu einer Zwangsversetzung an die Universität Frankfurt. Dort riet man ihm dringend, um weiteren persönlichen Schaden zu vermeiden, zu einer freiwilligen Emeritierung. Kroner folgte diesem und ging zu seiner Schwägerin Cläre Kauffmann (1897–1942), die ebenfalls bei Rickert studiert hatte, 1935 nach Berlin. Im Jahr 1938 entschloss er sich schließlich zur Emigration nach England, wo er drei Jahre in Oxford unterrichten konnte. 1940 siedelte er schließlich in die USA über, wo er am Union Theological Seminary in New York von 1941 bis zu seiner Emeritierung 1952 Religionsphilosophie lehrte.

## Werke (Auswahl)
- Zweck und Gesetz in der Biologie: Eine logische Untersuchung, 1913.
- Kants Weltanschauung, 1914.
- Das Problem der historischen Biologie. Borntraeger, Berlin 1919. Digitalisat
- Von Kant bis Hegel, 2 Bände, 1921–1924. (Band 1, Band 2)
- Die Selbstverwirklichung des Geistes, 1928.
- Kulturphilosophische Grundlegung der Politik, 1931.
- Hegel. Zum 100. Todestag, 1932.
- The religious function of imagination, 1941.
- The primacy of faith, 1951.
- Speculation and revelation in the history of philosophy, 3 Bände, 1957–1961.
- Selbstbesinnung. Drei Lehrstunden, 1958.
- Between faith and thought: Reflections and Suggestions, 1966.
- Freiheit und Gnade, 1969.